# 河西良治
河西 良治（かさい りょうじ）は、日本の実業家。ニチメン（現・双日）副社長を務めた。

## 略歴
長野県諏訪部四賀村（現・諏訪市）出身。長野県諏訪中学校（現・長野県諏訪清陵高等学校・附属中学校）を経て、一橋大学法学部卒業。日綿実業（現・双日）入社。ニチメン（現・双日）専務取締役を経て、同社副社長。2008年ニチメン東京社友会副会長。2010年同会会長。